# Фадинг (спирачна система)
 Тази статия е за намалената ефективност на спирачното действие.  За други значения вижте Фадинг.  
Фадинг (на немски: Bremsenfading), фейдинг (на английски: Brake fade), „топлинен фадинг“ или „спирачен феномен“, се нарича частичната, значително намалена ефективност на спирачното действие на спирачната система, или пълна загуба на спирачна сила. Причината е намаляването на силата на триене поради значително повишаване на температурата на спирачните елементи на триене – феродо и стомана. Това се отнася за транспортните средства автомобили, мотоциклети, самолети, велосипеди. Ефектът се отнася в по-голяма степен за барабанните спирачки, и много по-малко за дисковите спирачки, защото те имат по-голяма и обтекаема площ за охлаждане.
Ефектът най-често се случва, когато транспортното средство се спуска по дълги наклони и шофьорът през цялото време задейства педала на спирачката. Това явление засяга управлението, защото затруднява спирането и може да доведе до пълна загуба на спирачен капацитет на превозното средство. За да се избегне този вид ситуация, например в автомобилите при спускането по големи и продължителни наклони, трябва да се използват спирачните възможности на двигателя.